# Zamarada clavigera
Zamarada clavigera là một loài bướm đêm trong họ Geometridae.